# Bálványfafélék
A bálványfafélék (Simaroubaceae) a szappanfavirágúak (Sapindales) rendjének egyik családja. Az elmúlt évtizedekben rendszertani viták célkeresztjébe került, több kisebb családot választottak le róla.
Korábbi rendszerekben is hasonló volt a csoport megítélése, már a Hortobágyi-rendszerben is – ahol mellesleg a rend neve fűszerszagúak (Terebinthales) volt – azokkal a családokkal rokonították őket, melyekkel most is együtt szerepelnek a rendben az APG III-rendszer szerint (pl. rutafélék – Rutaceae; szömörcefélék – Anacardiaceae; szappanfafélék – Sapindaceae). A Borhidi-rendszerben a bálványfák a Rutanae főrend Rutales rendjébe tartoznak, viszont a szappanfavirágúak (Sapindales) nála külön rendet alkotnak a főrenden belül.

## Jellemzőik
A bálványfák trópusi és szubtrópusi, az egész világon elterjedt növények, fa- vagy cserjetermetűek. Apró virágaik általában bugavirágzatba tömörülnek, a virágok mind egyivarúak, de a kifejlett ivarlevél (termő vagy porzó) mellett megtalálhatók a másik nem ivarlevelei is. A csészelevelek csaknem teljesen összeforrtak, a párta viszont szabadon álló sziromlevelekből áll. A porzós virágokban a külső porzókör tagjai fedésben állnak a szirmokkal, a belső porzókör tagjai viszont a csészelevelekkel állnak fedésben. A termőben a magházak jól elkülönültek, általában 4–5 forr össze, a bibeszálaik csak a csúcsukban egyesülnek. Egy-egy magházban csak 1–2 magkezdemény fejlődik. Termésük lependék vagy csonthéjas termés; a magházak vagy külön-külön, vagy egyesével alakulnak terméssé. A porzókörmaradvány és a magházak között nektáriumgyűrű is kialakul, mely a rovarokat vonzza.

## Fajok
A 19 genusból álló családba 95 faj tartozik, melyek közül legtöbb a trópusi esőerdőkben él. Kínából származik az európai kertekben, parkokban gyakran ültetett bálványfa (Ailanthus altissima) – melyet a köztudat ecetfaként ismer hazánkban a rendkívül kellemetlen illata miatt. Rendkívül jól alkalmazkodóképességű fafaj, így a kertekből kivadulva mára már vadon élő fajként is találkozhatunk vele. Különösen elterjedt fafaj Magyarországon, főképp az Alföldön, ahol a homokterületeken is megtelepszik, gyorsan szaporodik, és kiszorítja az őshonos hazai fajokat (homoki, sziki tölgyesek fajai; borókás–nyárasok fajai stb.). Páratlanul összetett hatalmas levelei, erőteljes levélnyele van, melyekben igen kellemetlen szagú kémiai anyagok halmozódnak fel. Virágai laza szerkezetű fürtvirágzatba tömörülnek. Nagyon jól tűri a szennyezett levegőt, így városokban is megél.